# Алзамај
Алзамај (рус. Алзамай) град је у Русији у Иркутској области. Према попису становништва из 2010. у граду је живело 6730 становника.

## Становништво
| 1959.  | 1970.  | 1979. | 1989. | 2002. | 2010. |
| ------ | ------ | ----- | ----- | ----- | ----- |
| 13.060 | 10.630 | 9.270 | 9.029 | 7.383 | 6.730 |